# Cucuieți (Solonț), Bacău
Cucuieți este un sat în comuna Solonț din județul Bacău, Moldova, România.